# Capilla de Cadetes de la Academia de la Fuerza Aérea de los Estados Unidos
La Capilla de Cadetes de la Academia de la Fuerza Aérea de los Estados Unidos, terminada en 1962, es la característica distintiva del Área de Cadetes en la Academia de la Fuerza Aérea de los Estados Unidos al norte de la ciudad de Colorado Springs, en el estado de Colorado (Estados Unidos). Fue diseñado por Walter Netsch del estudio de arquitectura Skidmore, Owings y Merrill de Chicago. La construcción fue realizada por Robert E. McKee, Inc., de Santa Fe. Aunque su diseño fue controvertido en sus inicios, se ha convertido en un hito de la arquitectura moderna. Recibió el Premio Nacional de Veinticinco Años del American Institute of Architects en 1996 y, como parte del Área de Cadetes, fue nombrada Monumento Histórico Nacional en 2004.

## Arquitectura y construcción

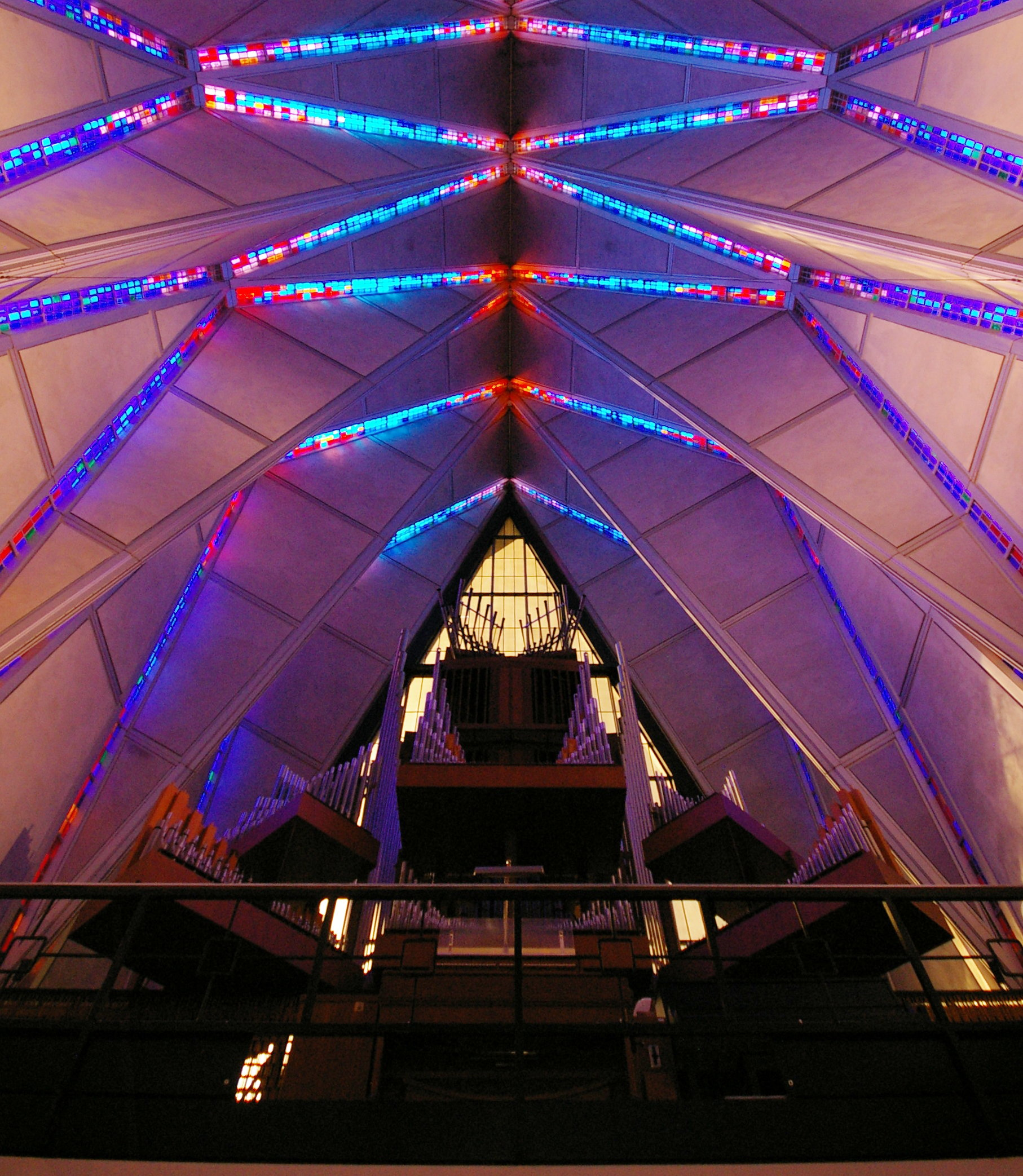
El órgano en la parte trasera de la capilla protestante de la Academia de la Fuerza Aérea de EE. UU. en Colorado Springs, Colorado.

El aspecto más llamativo de la Capilla es su hilera de diecisiete torres. El diseño original requería veintiún torres, pero este número se redujo debido a problemas de presupuesto. La estructura es un marco de acero tubular de 100 tetraedros idénticos, cada uno de 23 m largo, con un peso de cinco toneladas y cerrado con paneles de aluminio. 
Los paneles se fabricaron en Misuri y se enviaron por ferrocarril al sitio. Los tetraedros están espaciados a 30 cm de distancia, creando espacios en el marco que se llenan con 25,4 mm de vidrio coloreado. Los tetraedros que componen las agujas están llenos de paneles triangulares de aluminio, mientras que los tetraedros entre las agujas están llenos de un mosaico de vidrio coloreado en un marco de aluminio.
La Capilla del Cadete en sí es de 46 m de altura, 85 m de largo y 26 m de ancho. La fachada frontal, en el sur, tiene una amplia escalera de granito con barandas de acero rematadas por pasamanos de aluminio que conducen a un piso hasta un rellano. En el rellano hay una banda de puertas de aluminio anodizado dorado, flanqueadas por paneles de aluminio anodizado dorado, diseñados y detallados a juego con las puertas.
La construcción del caparazón de la capilla y los terrenos circundantes costó 3,5 millones de dólares. Varios muebles, órganos de tubos, accesorios litúrgicos y adornos de la capilla fueron presentados como obsequios de varias personas y organizaciones. En 1959, también se llevó una ofrenda de Pascua designada en las bases de la Fuerza Aérea de todo el mundo para ayudar a completar el interior.
La Capilla cerró en septiembre de 2019 por un proyecto de renovación y restauración de 158 millones de dólares necesario para abordar los daños causados por el agua. Los planos originales de Netsch incluían una serie de canaletas de lluvia justo debajo del exterior de aluminio de las torres de la Capilla, pero estas no se construyeron debido a restricciones presupuestarias, y las uniones entre los paneles se calafatearon en su lugar. Aunque las costuras se volvieron a calafatear repetidamente a lo largo de los años, décadas de fugas dejaron extensos daños por agua en el piso principal.
Durante la renovación, se construirá un enorme "hangar" temporal sobre la estructura existente; Luego, los trabajadores retirarán los paneles de aluminio y las vidrieras, instalarán las canaletas de lluvia diseñadas originalmente y luego reemplazarán todos los paneles y vidrios. También se renovarán los muebles y los órganos de tubos de la Capilla. El proyecto está programado para completarse en noviembre de 2022.

## Galería

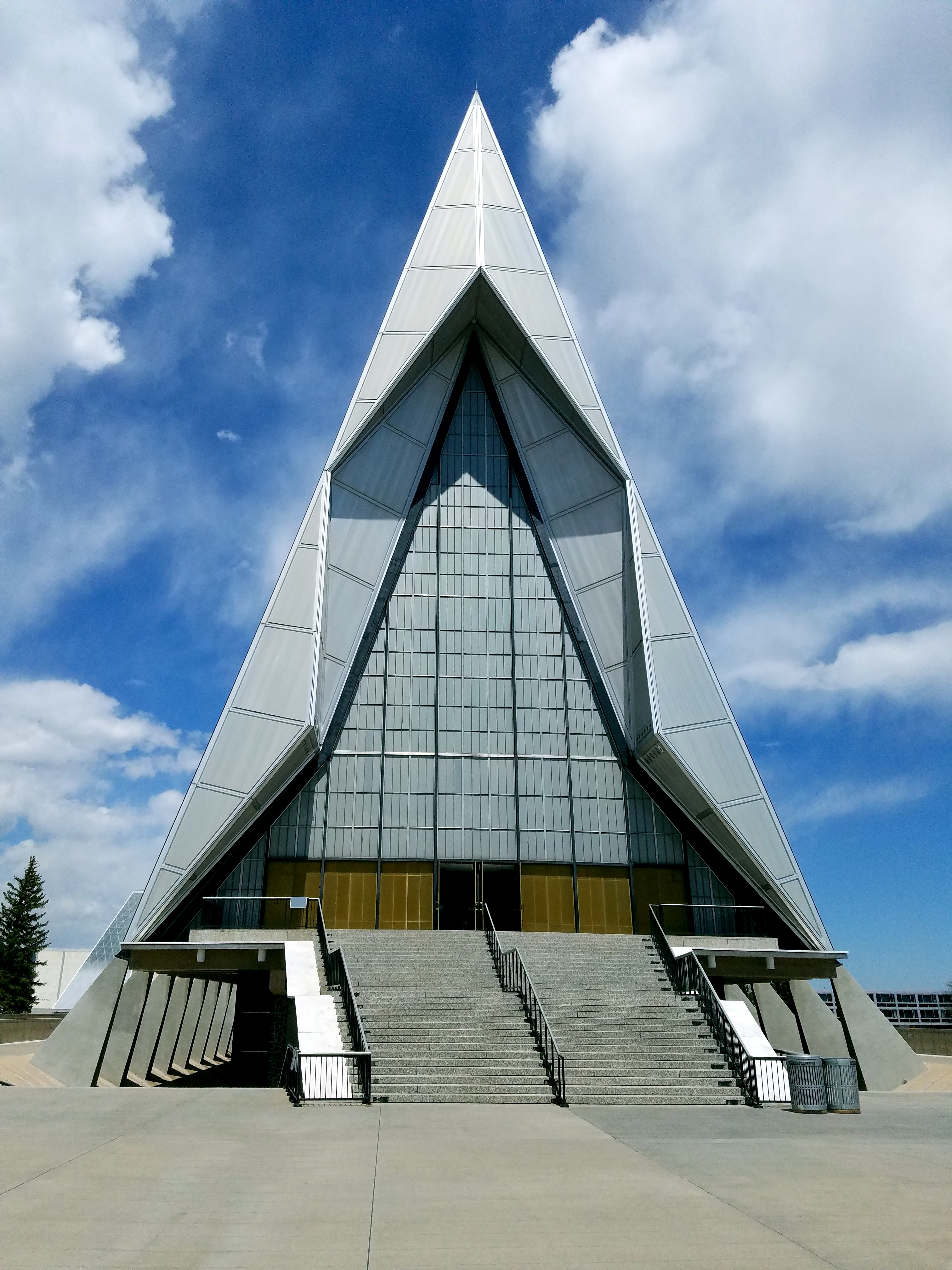
El atrio y la fachada
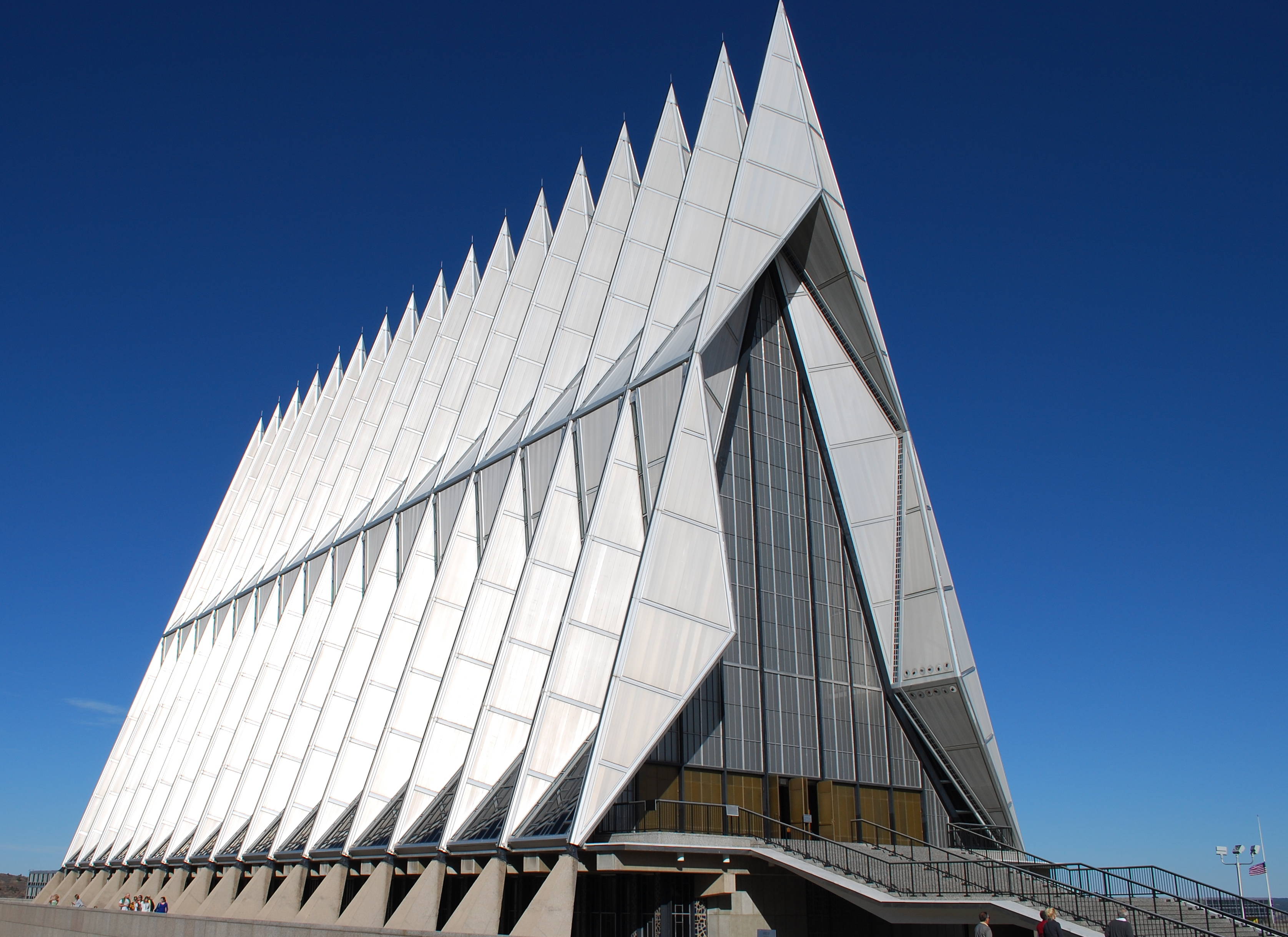
Vista lateral
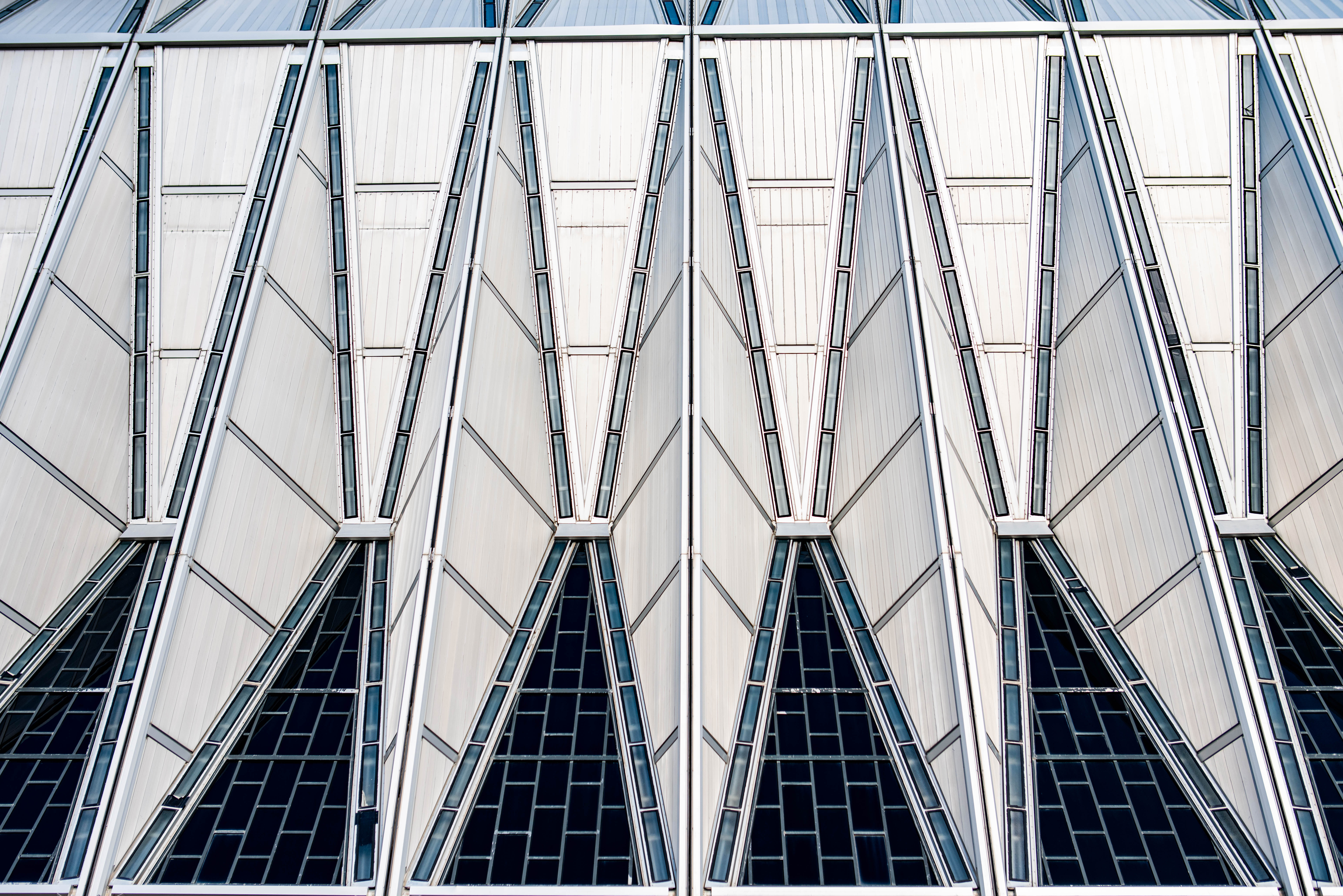
Tetraedros de aluminio y vitrales
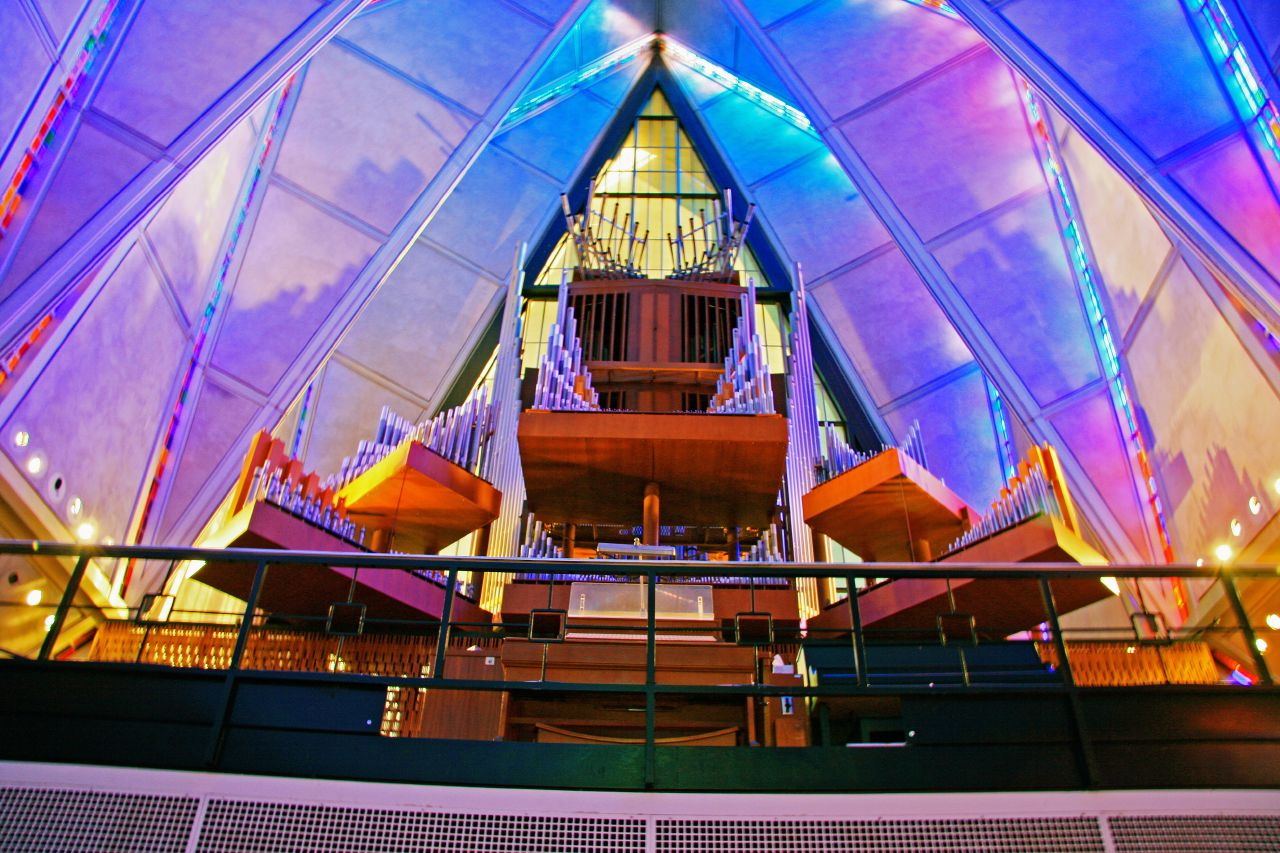
El órgano y parte del techo
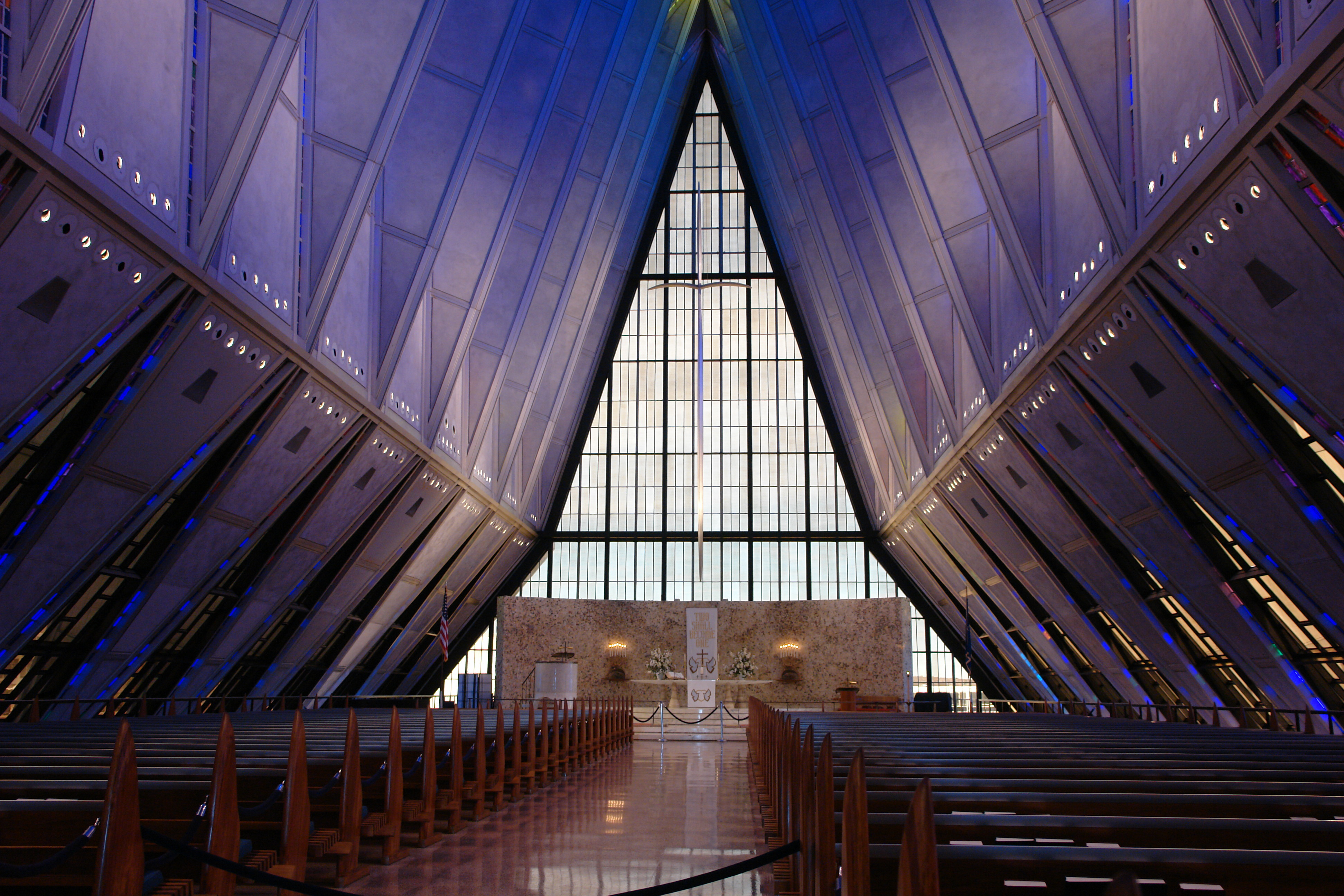
La nave  y presbiterio con el altar
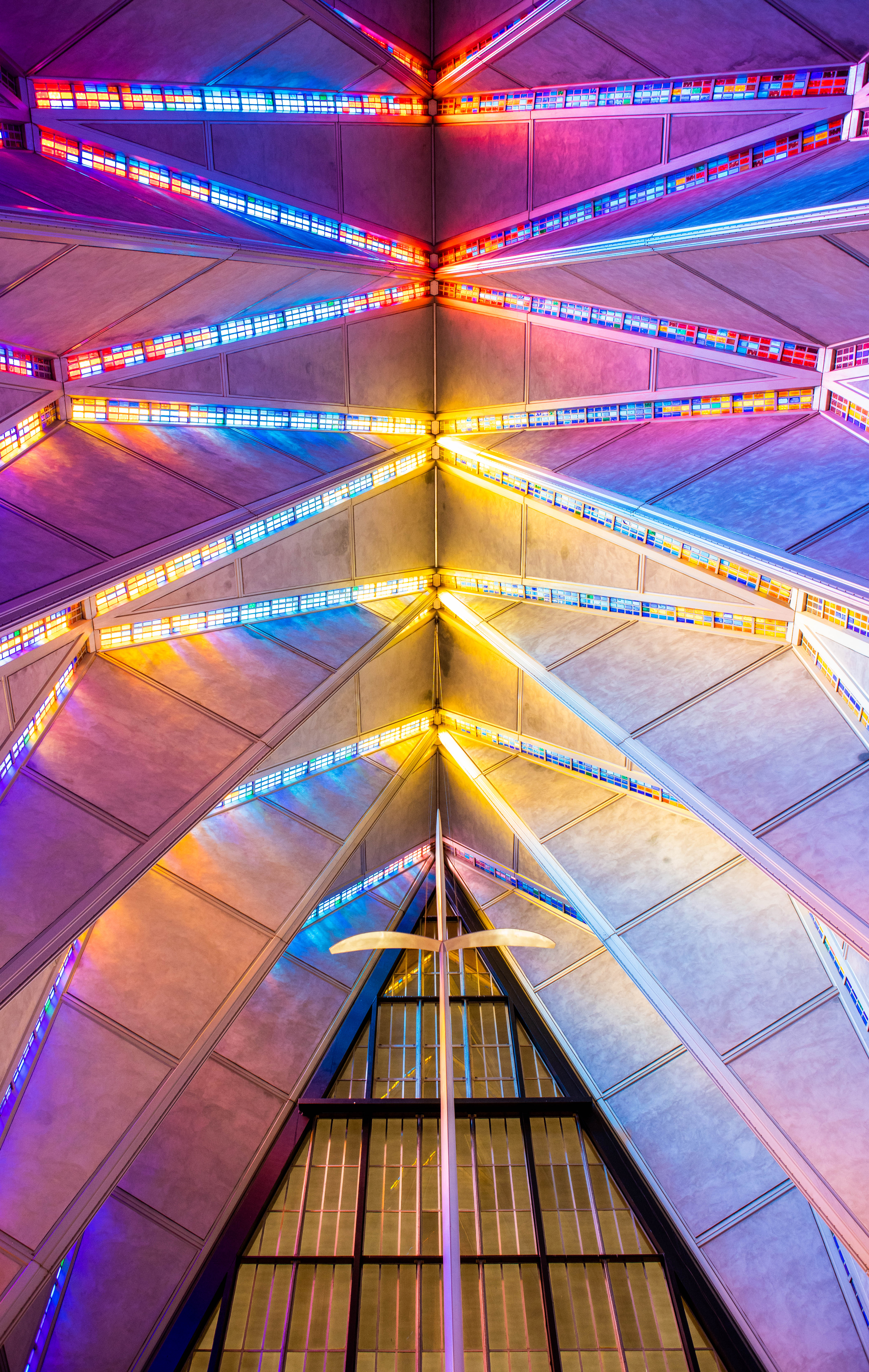
El techo sobre la nave
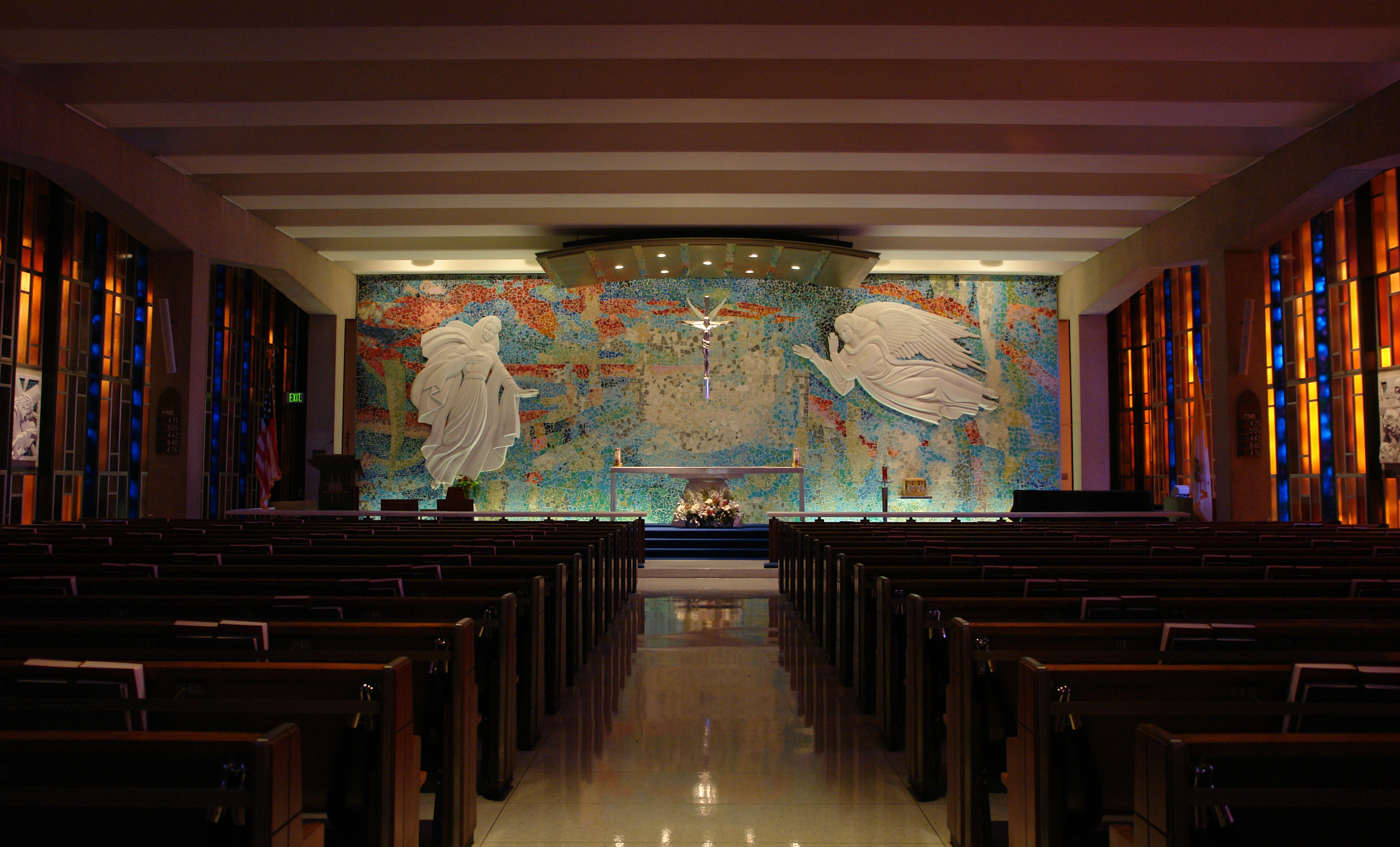
El Interior de La Capilla Católica
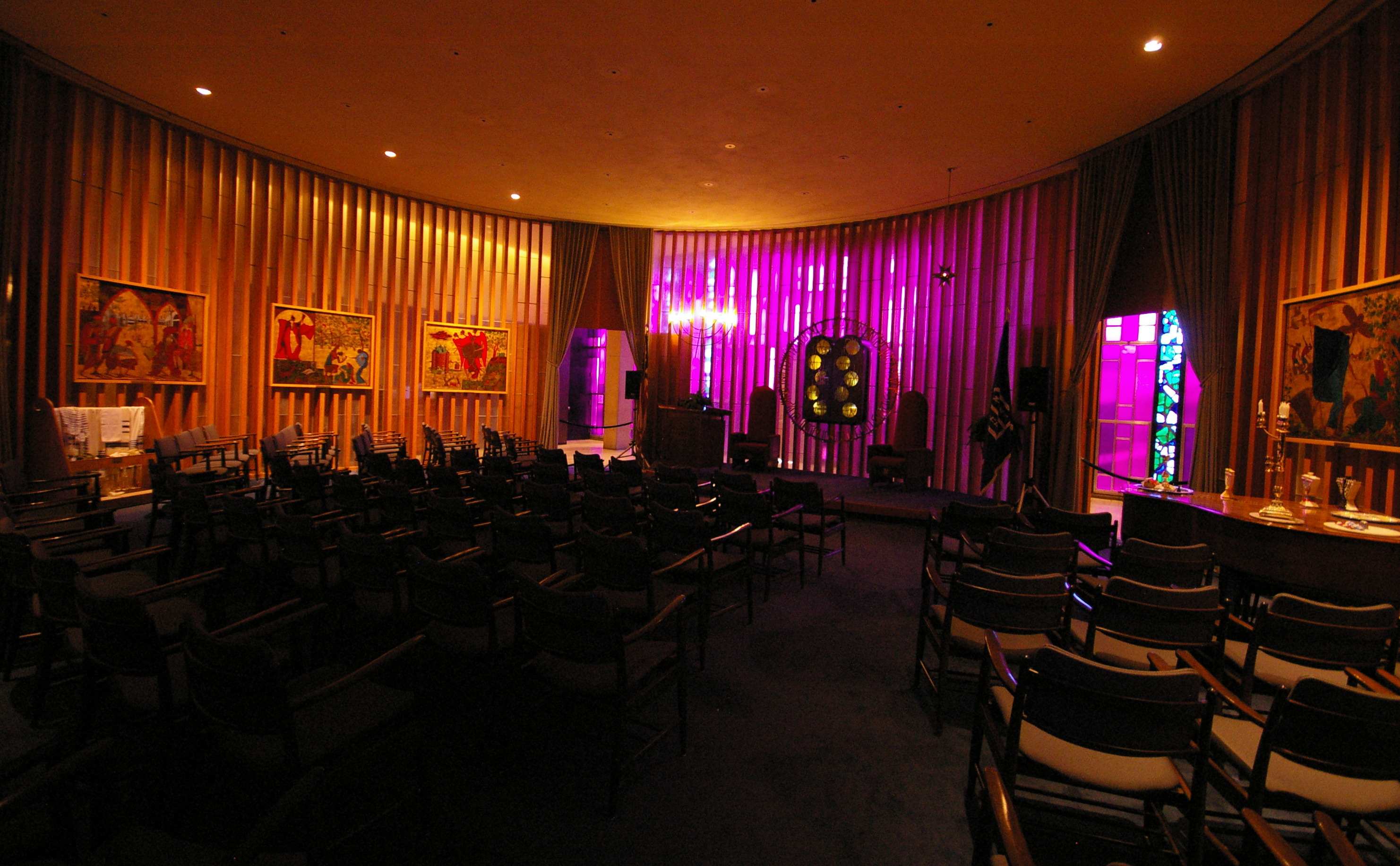
El Interior de La Capilla Judía
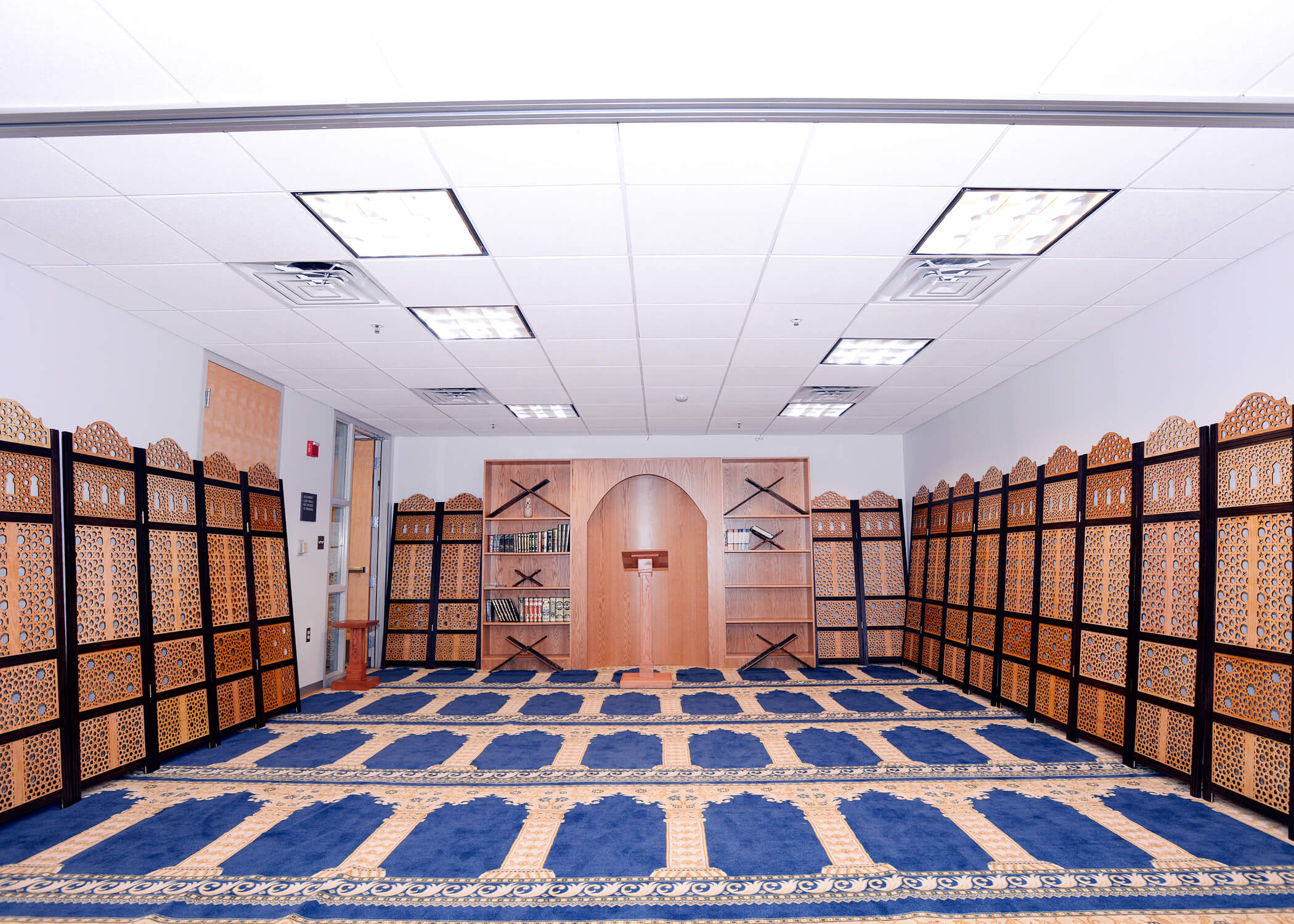
El Interior de La Capilla Musulmana
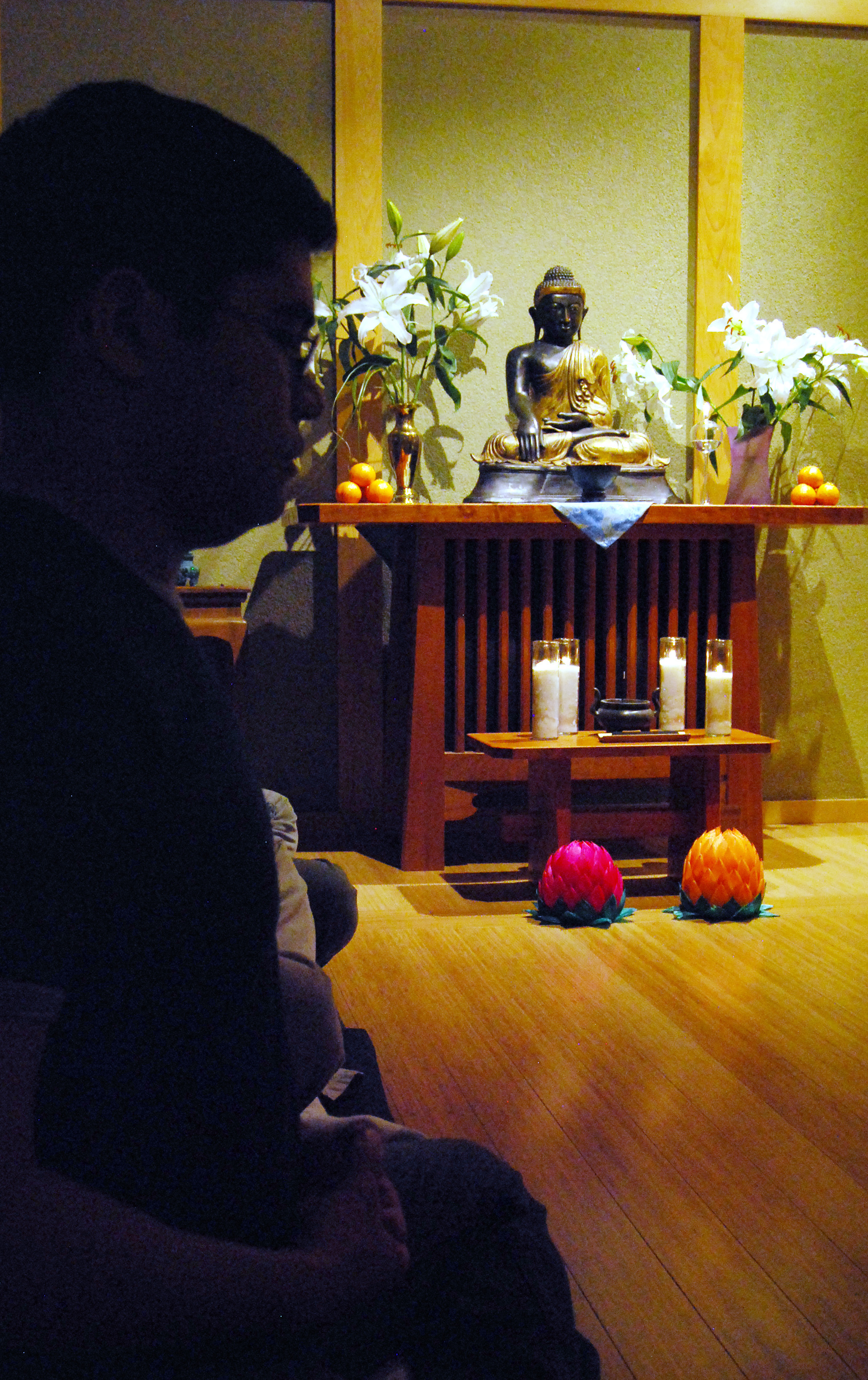
Interior de La Capilla Budista